# Рахімова Саодат
Саодат Рахімова (1917, місто Коканд, тепер Ферганської області, Узбекистан — ?) — радянська узбецька діячка, агроном Чустського районного відділу сільського господарства Наманганської області. Депутат Верховної ради СРСР 3-го скликання.

## Життєпис
Народилася в родині дехканина-бідняка. У дитячі роки втратила батьків, до 1930 року виховувалася і навчалася в Самаркандському дитячому містечку імені Ахунбабаєва. У 1936 році закінчила середню школу в місті Коканді.
У 1936—1941 роках — студентка агрономічного факультету Самаркандського сільськогосподарського інституту. У 1937 році вступила до комсомолу.
У 1941—1943 роках — агроном сортодослідницької дільниці в Паст-Даргомському районі Самаркандської області.
У 1943—1946 роках — викладач Чустської школи механізації сільського господарства, обиралася секретарем комітету комсомолу школи механізації.
У 1946 — після 1951 року — агроном Чустського районного відділу сільського господарства Наманганської області.
Подальша доля невідома.